# Copa Rio Branco 1967
Copa Rio Branco 1967 – turniej towarzyski o puchar Rio Branco odbył się po raz ósmy w 1967 roku. W spotkaniu uczestniczyły zespoły: Brazylii i Urugwaju.

## Mecze
| 25 czerwca Montevideo |  | Urugwaj | 0 | - | 0 | Brazylia |

| 28 czerwca Montevideo |  | Urugwaj | 2 | - | 2 | Brazylia |

| 1 lipca Montevideo |  | Urugwaj | 1 | - | 1 | Brazylia |

## Końcowa tabela
| M | Reprezentacja | L.m. | Zw. | Rem. | Por. | Bramki | R.br. | Pkt |
| 1 | Brazylia      | 2    | 0   | 3    | 0    | 3:3    | 0     | 3   |
| 2 | Urugwaj       | 2    | 0   | 3    | 0    | 3:3    | 0     | 3   |

Triumfatorem turnieju Copa Rio Branco 1967 zostały zespoły: Brazylii i Urugwaju.
Poprzednim turniejem tej serii był Copa Rio Branco 1950, a następnym Copa Rio Branco 1968.